# Karl Balzer (Publizist)
Karl Balzer (geb. vor 1967) ist ein deutscher rechtsextremer Publizist.
Balzer veröffentlichte in den 1970er und 1980er Jahren mehrere Bücher im Verlag K.W. Schütz (vgl. Waldemar Schütz). Wie viele Titel im Programm des Verlages werden die Publikationen von Balzer häufig innerhalb des rechtsextremen Spektrums verortet: So führte eine Monographie über Rechtsextremismus aus dem Jahr 1992 Balzers Buch Am Pranger der Nation als typisches Beispiel für das Programm des Schütz-Verlages an, das durch „Literatur zur Rechtfertigung des Zweiten Weltkriegs, zur Verherrlichung der Waffen-SS, geschrieben als nostalgische Reverenz an eine angeblich große Zeit“ geprägt sei. Unter den „Zerstörern des Reiches“ verstehe Balzer jene, „die der Hitlerdiktatur möglichst bald ein Ende machen wollten“.
Hinweise auf Balzers politischen Standort geben des Weiteren seine publizistische Zusammenarbeit mit Erich Kern sowie der Umstand, dass Otto Ernst Remer ihn in der Danksagung seines Buches Kriegshetze gegen Deutschland von 1989 als seinen Freund bezeichnet.

## Veröffentlichungen
- Der 20. Juli und der Landesverrat. Eine Dokumentation über Verratshandlungen im deutschen Widerstand, Preußisch Oldendorf 1967.
- Sabotage gegen Deutschland. Der heimtückische Kampf gegen die deutschen Frontsoldaten, Preußisch Oldendorf 1974.
- Verschwörung gegen Deutschland. So verloren wir den Krieg, Preußisch Oldendorf 1978.
- Alliierte Verbrechen an Deutschen. Die verschwiegenen Opfer, Preußisch Oldendorf 1980. (zusammen mit Erich Kern)
- Am Pranger der Nation. Eine Abrechnung mit den Zerstörern des Reiches, 1987.